# فيكتور بوبا
فيكتور بوبا (بالرومانية: Victor Popa)‏ هو سياسي مولدوفي، ولد في 15 أبريل 1949. حزبياً، نشط في الحزب الليبرالي ‏. وقد انتخب عضو برلمان مولدوفا.